# کوه‌های ویچیتا
کوه‌های ویچیتا (به انگلیسی: Wichita Mountains) یک رشته‌کوه در ایالات متحده آمریکا است که در اکلاهما واقع شده‌است. کوه‌های ویچیتا ۷۵۶٫۲۲ متر بالاتر از سطح دریا واقع شده‌است.